# Толуй
Толу́й, Тулу́й (монг. Толуй?, ᠲᠤᠯᠤᠢ?, кит. 拖雷; 1186/1190 или ок. 1193 — 1232) — государственный деятель Монгольской империи, военачальник. Четвёртый, младший сын Чингисхана и Бортэ. Осуществлял регентство в период междуцарствия (1227—1229).
Носил прозвание Великий нойон (монг. Екэ-нойон; Их ноён?, ᠶᠡᠬᠡ
ᠨᠣᠶᠠᠨ?, тюрк. Улуг-нойон). В 1251 году сыном Мункэ ему был посмертно присвоен императорский титул Ин-у хуан-ди («Доблестный и воинственный император») и храмовое имя Жуй-цзун (кит. 元睿宗). В 1265 году четвёртый сын Толуя, Хубилай, присвоил ему другой посмертный титул — Цзин-сян хуан-ди («Блистательный и помогавший император»).

## Биография

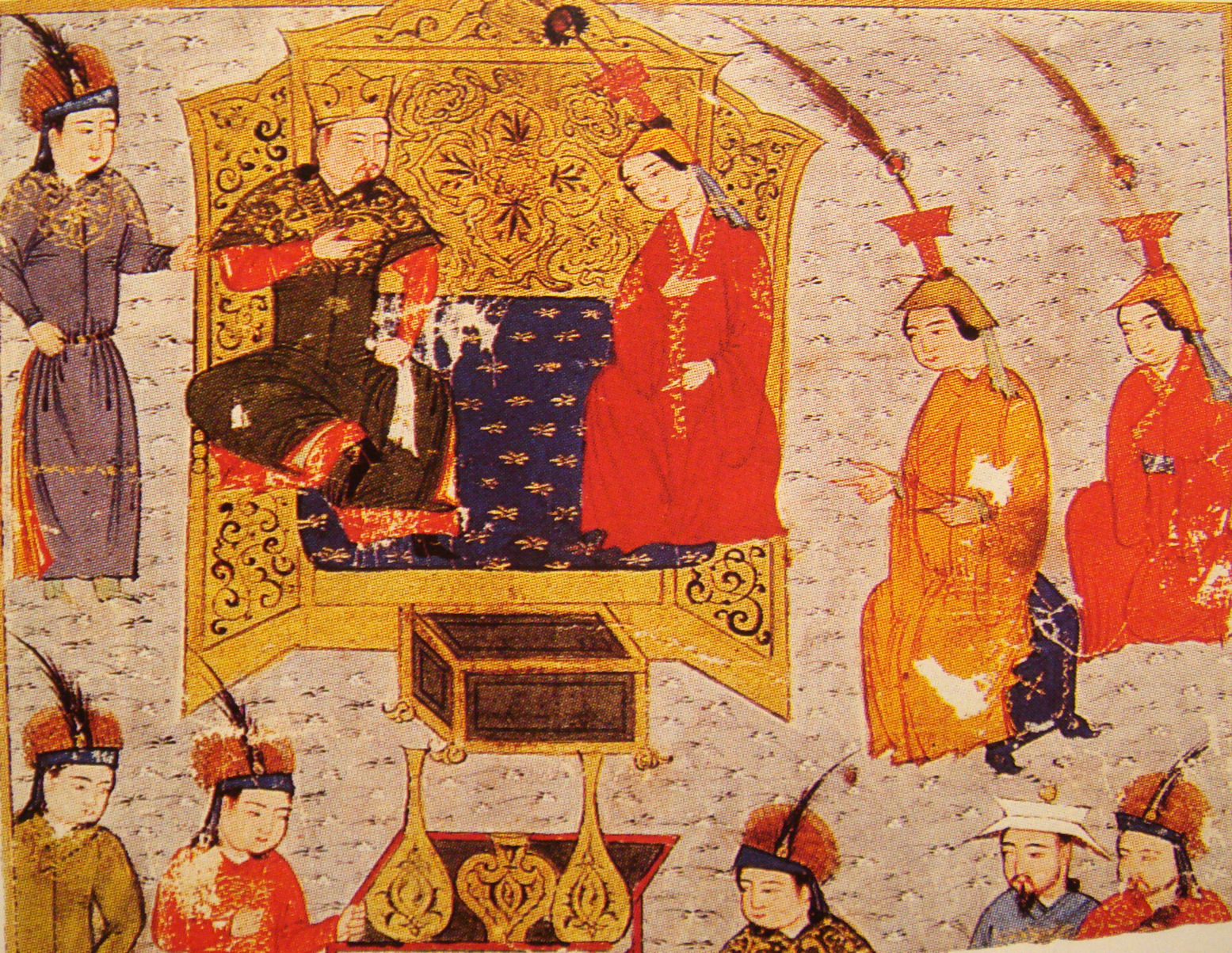
Толуй и Сорхахтани. Миниатюра из Джами ат-таварих, рукопись XIV века

### Участие в хорезмской кампании
На начальном этапе завоевания государства Хорезмшахов Толуй сопровождал отца. После взятия в начале 1221 года Балха ему было поручено покорение остального Хорасана. Толуй двинулся на запад, к Маручаку (северо-западный угол нынешнего Афганистана), затем, перейдя Мургаб и его левый приток Кушка, он повернул вдоль реки на север, к Мерву.
Наместник города в это время враждовал с большой группой туркменов. Разведав их позиции у реки, монголы предприняли ночную атаку и, несмотря на многочисленность, туркмены были опрокинуты. 25 февраля 1221 года монголы появились перед воротами Мерва. Сам Толуй с пятьюстами человек объехал вокруг стен. Шесть дней монголы осматривали укрепления и нашли их в хорошем состоянии, способными выдержать длительную осаду. На седьмой день было начато общее наступление. Горожане предприняли две вылазки из разных ворот и в обоих случаях были тут же отброшены. На следующий день наместник сдал город, поверив обещаниям о пощаде, которые не были выполнены. Жителей выгнали в открытое поле и предали мечу, оставив в живых 4000 ремесленников и некоторое количество детей, уведённых в рабство.
От Мерва Толуй повернул на юго-запад и подошёл к Нишапуру. Горожане, в ноябре 1220 г. оказавшие сопротивление отряду Тогачара и убившие его самого, не решились противостоять войскам Толуя и предложили обсудить условия сдачи. Их предложения были отвергнуты и в среду, 7 апреля 1221 г. началось наступление. В субботу город был взят штурмом. Как и в Мерве, жители были выгнаны в открытое поле, и чтобы отомстить за смерть Тогачара, было приказано «разрушить город до самого основания, чтобы это место можно было перепахать; и чтобы во исполнение мести в живых не осталось даже кошек и собак».
Прибыв к Герату, Толуй отправил в город посла, но его казнил Темурмалик, наместника султана Джалал ад-Дина. Разгневанный Толуй предпринял штурм, на восьмой день которого Малик погиб. Толуй пообещал гератцам жизнь, если они сдадутся немедленно. Жители покорились, и условие было соблюдено. Исключение составили 12000 человек войска Джалал ад-Дина. Поставив управлять Гератом малика-хорасанца и монгола из своего окружения, Толуй вернулся к Чингис-хану.

### Регентство
Своим преемником Чингис-хан завещал избрать третьего сына — Угэдэя. Согласно монгольскому обычаю, Толуй как младший сын, «хранитель очага» (отчигин), должен был наследовать личный юрт отца — собственно Монголию. Исходя из сведений «Сокровенного сказания», он не являлся претендентом на ханский престол. Стремление персидских историков Джувейни и Рашид ад-Дина представить его наследником верховной власти отца, вероятно, объясняется их желанием оправдать гегемонию Толуидов после смерти Гуюка. 
Толуй принял командование центральной частью армии (сто одна из общих ста двадцати девяти тысяч человек) и оставался регентом государства вплоть до созыва великого курултая в 1229 году, где в соответствии с волей Чингисхана ханом был провозглашён Угэдэй. Толуй передал под его власть корпус кешиктенов (ханских гвардейцев) и девятикратно поклялся ему в верности. Но и далее он наряду с Елюем Чуцаем играл важную роль в управлении государством.
После избрания великого хана и возвращения основной части войск на фронты была продолжена война с империей Цзинь. Боевые действия развивались не совсем удачно для монголов, и место отозванного в конце 1230 года командующего юго-западной группировкой Субэдэя занял Толуй. Вскоре ему удалось разгромить цзиньскую армию и к началу 1232 года прорваться во внутренние области государства чжурчжэней.

### Характеристика
По словам Л. Н. Гумилёва: 
Хороший полководец и незаурядный администратор, Тулуй оставался любящим мужем и отличался благородством.

## Смерть и посмертная судьба
Эпизод, связанный со смертью Толуя схоже описан в обоих основных источниках, но более подробно — в «Сокровенном сказании». Когда Угэдэй тяжело заболел, был проведён традиционный обряд выкупа души больного у духов (ср., например, описанный Позднеевым монгольский обряд дзолик гаргаху). Шаманы просили духов (названных в источнике «владыки Китадских земель и вод») принять вместо души Угэдэя золото, серебро, скот или съестное в качестве дзолика — выкупа. Однако выяснилось, что дзоликом в этой ситуации может стать только родственник больного. Присутствовавший при этом Толуй со словами «вместо Угедей-каана возьми меня, ему дай исцеление от этого недуга, а его недуг вложи в меня» выпил заговорённую шаманами воду. Вскоре Угэдэй поправился, а Толуй, покинувший ставку брата, в дороге заболел и скончался. Его смерть последовала, по Юань ши, осенью 1232 года.
Имя Толуя стало после его смерти табуированным. Дж. Бойл предполагает, что титул «великий нойон» был присвоен ему посмертно, чтобы не называть настоящего имени. По словам Рашид ад-Дина, вместо монгольского обозначения зеркала (тулуй, мн. письм. толи) стало употребляться тюркское (кузгу). Толуй был похоронен там же где и его отец, а позднее — сыновья, — в еке хориг («великий заповедник») близ Бурхан-Халдун.

## Семья и потомки
Старшей и любимейшей женой Толуя была Сорхахтани, дочь Джаха-Гамбу, племянница кереитского Ван-хана. Она была отдана Чингис-ханом в жёны Толую, пребывавшему ещё в детском возрасте, после разгрома кереитов (1203). Сорхахтани была матерью четверых сыновей Толуя — Мункэ, Хубилая, Хулагу и Ариг-Буги — оказавших значительное влияние на историю империи. Рашид ад-Дин называет их «четырьмя столпами государства» по аналогии с четырьмя сыновьями Чингис-хана и Бортэ. По сведениям персидского автора, всего у Толуя было десять сыновей (по Юань ши, — одиннадцать):

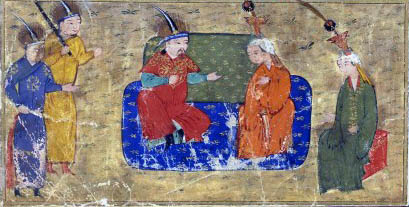
Толуй и его семья. Миниатюра из Джами ат-таварих. Рукопись XV века.

1. Менгу (1208—1259) (ЮШ — Мэн-гэ = *Мункэ). Мать — Сорхахтани. Занимал ханский престол в 1251—1259 гг.
2. Джурика. Мать — Сарук-хатун. Умер юным, детей не имел.
3. Хутухту (ЮШ — Ху-ду-ду = *Хутукту). Мать — Лингкум-хатун.
4. Кубилай (1215—1294) (ЮШ — Ху-би-ле = *Хубилай). Мать — Сорхахтани. Завершил завоевание Китая. Основал китаизированную династию Юань.
5. (ЮШ — неизвестный по имени сын)
6. Хулагу (1217—1265) (ЮШ — Сюй-ле-у = *Хулэгу). Мать — Сорхахтани. Основал династию, управлявшую фактически независимым от центрального правительства государством в Иране и прилегающих территориях.
7. Ариг-Бука (ум. 1266) (ЮШ — А-ли бу-гэ = *Ариг-Бука). Мать — Сорхахтани. Управлял исконными монгольскими землями («коренным юртом»). Боролся за верховную власть с Хубилаем.
8. Буджак, Бучук (ЮШ — Бо-чо = *Бочок).
9. Мука (ЮШ — Mo-гэ = *Могэ)
10. Сатуктай, Суюктай (ЮШ — Суй-д-гэ = *Суйкэтэй)
11. Сабуктай, Субэдай (ЮШ — Сюэ-бе-тай = *Субэтэй)

## В культуре
Толуй стал персонажем романа Исая Калашникова «Жестокий век» (1978).